# 乔尔切彼得罗夫市镇

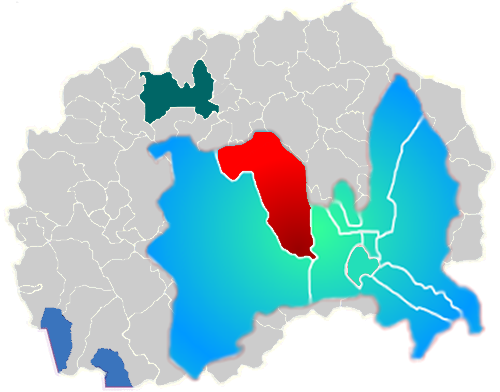
所在位置

乔尔切彼得罗夫市镇是北馬其頓的一個市镇。總面積66.93平方公里，2020年人口42,854。
該市镇西北面是薩拉伊市鎮、東南面是卡爾波什市鎮、東臨丘切尔桑代沃市镇，北接塞爾維亞。 

## 外部連結
- 官方网站